# 鉑族金屬
鉑族金屬（英語：Platinum-group metals，簡稱PGMs），又稱鉑系金屬，是指元素週期表中位於第5及第6週期的8族、9族及10族（合稱ⅧB 族）元素，位在3個鐵族元素的下方，包括第5週期的釕（Ru）、銠（Rh）、鈀（Pd）和第6週期的鋨（Os）、銥（Ir）、鉑（Pt）。
鉑族元素電子殼層的最外層都只有0到2個電子，但第二外層的3d電子數不同，分別為相差1，再加上它們具有相近的原子半徑，因此它們的物理和化學性質十分相似。鉑族元素均為銀白色、耐腐蝕的貴金屬。它們的熔点都很高，在1500℃以上，且化學性质稳定，不容易與酸或其他物質反應，因此鉑族金屬几乎完全可以以单质状态存在於自然界中，是除了11族的金、銀、銅外唯一在自然界中大量存在的自然金屬。
鉑族金屬在地殼中存量頗低，且往往一同出現在同一礦床中。在地質學上可以根據它們的地球化學行為將鉑族元素進一步細分為銥族鉑族元素（IPGEs：鋨、銥、釕）和鈀族鉑族元素（PPGEs：銠、鈀、鉑）。鉑族金屬在自然界中的主要礦石是以鉑為主的鉑礦，以及少量的銥鋨礦等。

## 主要性質比較
| 元素名称 | 元素符号 | 原子半径（nm） | 主要化合价 | 状态(标况) | 单质密度（g/cm3） | 硬度(金刚石=10) | 单质熔点（℃） | 单质沸点（℃） | 电负性（鮑林標度） |
| -------- | -------- | -------------- | ---------- | ---------- | ----------------- | --------------- | ------------- | ------------- | ------------------ |
| 釕       | Ru       | 0.134          | +3、+4     | 固体       | 12.45             | 6.5             | 2334          | 4150          | 2.20               |
| 銠       | Rh       | 0.134          | +3、+4     | 固体       | 12.41             | 6.0             | 1964          | 3695          | 2.28               |
| 鈀       | Pd       | 0.137          | +2、+4     | 固体       | 12.023            | 4.75            | 1554.9        | 2963          | 2.20               |
| 鋨       | Os       | 0.135          | +4         | 固体       | 22.59             | 7.0             | 3033          | 5012          | 2.20               |
| 銥       | Ir       | 0.136          | +3、+4     | 固体       | 22.56             | 6.5             | 2466          | 4428          | 2.20               |
| 鉑       | Pt       | 0.139          | +4         | 固体       | 21.45             | 4–4.5           | 1768.3        | 3825          | 2.28               |

## 存在

地球的上層大陸地殼中元素的相對豐度。可以發現地殼中豐度最低的元素主要為戈德施密特分類法（包括錸、金和六種鉑族元素），它們大多隨著鐵和鎳沉降到地核深處，從而在地殼中極端稀有。至於碲由於容易形成揮發性氫化物並逸散到太空中，因此在地殼中的稀有程度和鉑族元素相當。

鉑族元素是地殼中豐度最低的一類元素（短壽命放射性元素除外），由於它們皆為高度親鐵的元素，在地球形成之初大多以固溶體或熔融態的形式溶解在鐵中，並和鐵、鎳等沉入地核，因此在地殼中含量極端稀少，它們在含有大量鐵和鎳的流星體中的豐度反而相對較高（銥是其中最具代表性的例子，參見白堊紀—古近紀界線）。
鉑族元素在礦床中可以以單質存在，也存在於各種礦物和天然合金中。鉑族金屬的主要產地包括烏拉山脈、北美洲、南美洲和南非等。

## 用途
鉑族元素具有良好的催化性能，在工業上及化學實驗中被廣泛用作各類反應的催化劑。例如汽車的催化轉換器中使用鉑、鈀和銠作為催化劑，該裝置可將汽車引擎產生的有害廢氣（如碳氫化合物、氮氧化物、一氧化碳等）轉化為為對人體無害的氣體（如氮氣、氧氣、二氧化碳和水等）。鉑族金屬堅硬耐磨且高度抗氧化，因此適合作為珠寶首飾的材料或鍍層，以及鋼筆的筆尖材料等。鉑族金屬具有高度的抗腐蝕性、耐高溫性、硬度等，是製作實驗室器材、電觸頭和電極、電阻溫度計、牙科器材等的理想材料。